# 下萨瓦统计区
下萨瓦统计区 ，是斯洛文尼亚的一个统计区，位於該國東南部。面積968平方公里，人口75,727人(2015年)，最大城市為克爾什科。